# Sillago sinica
Sillago sinica är en fiskart som beskrevs av Gao och Xue 2011. Sillago sinica ingår i släktet Sillago och familjen Sillaginidae. Inga underarter finns listade i Catalogue of Life.